# Jorge Ehlers
Jorge Ehlers (* 16. Juli 1987) ist ein mexikanischer Eishockeyspieler, der seit 2013 erneut bei San Jeronimo in Mexiko spielt.

## Karriere
Jorge Ehlers begann seine Karriere als Eishockeyspieler bei San Jeronimo und wechselte 2005 zur Mannschaft aus Cuernavaca, für die er ein Jahr auf dem Eis stand, bevor er zu San Jeronimo zurückkehrte. Von 2007 bis 2009 spielte er für unterklassige Mannschaften in der kanadischen Provinz Québec. Als 2010 die semi-professionelle Liga Mexicana Élite gegründet wurde, schloss er sich den Zapotec Totems an, einem der vier Gründungsclubs der Liga. 2013 kehrte er zu San Jeronimo zurück.

### International
Im Juniorenbereich stand Ehlers für Mexiko bei der U18-Weltmeisterschaft 2005 in der Division II sowie den U20-Weltmeisterschaften 2005 in der Division III und 2006 in der Division II auf dem Eis.
Mit der Herren-Nationalmannschaft nahm Ehlers an den Weltmeisterschaften der Division II 2006, 2007, 2009 und 2014 teil.

## Erfolge und Auszeichnungen
- 2005 Aufstieg in die Division II bei der U20-Weltmeisterschaft der Division III